# Santa Margarida
thumb
Santa Margarida este un oraș în Minas Gerais (MG), Brazilia.